# Chirotica
Chirotica (лат.) — род наездников из подсемейства Phygadeuontinae семейства ихневмонид (Ichneumonidae). Паразиты насекомых.

## Распространение
Повсеместно.

## Описание
Среднего размера наездники (6—10 мм). Отличаются сильно выдающейся вперёд передней частью лица, широким наличником, длинным щитиком груди, длинными щеками, затылочный и гипостомальный кили соединяются у основания жвал. Основная окраска красноватая. Яйцеклад длинный. Паразитируют на коконах бабочек мешочниц (Psychidae).

## Систематика
Около 50 видов. Включают в состав трибы Phygadeuontini (Cryptinae) или отдельного подсемейства Phygadeuontinae. Род был впервые описан в 1869 году шведским натуралистом Арнольдом Фёрстером (Arnold Förster, 1810—1884).
- Chirotica alayoi
- Chirotica albobasalis
- Chirotica atricauda
- Chirotica brevilabris
- Chirotica bruchii
- Chirotica canariensis
- Chirotica confederatae
- Chirotica conspicua
- Chirotica crassipes
- Chirotica decorata
- Chirotica decorator
- Chirotica densata
- Chirotica insignis
- Chirotica longicauda
- Chirotica maculipennis
- Chirotica matsukemushii
- Chirotica meridionalis
- Chirotica minor Townes, 1983[9]
- Chirotica transversator
- Другие виды